# Lobo flóculonodular
O lobo floculonodular (vestibulocerebelo) é um lobo do cerebelo que consiste no nódulo e no flóculo. Os dois flóculos estão conectados à estrutura da linha média chamada nódulo por pedículos finos. É colocado na superfície ântero-inferior do cerebelo.
Essa região do cerebelo tem conexões importantes com os núcleos vestibulares e usa informações sobre o movimento da cabeça para influenciar o movimento dos olhos. Lesões nessa área podem resultar em múltiplos déficits no rastreamento visual e controle oculomotor (como nistagmo e vertigem ), integração das informações vestibulares para controle dos olhos e da cabeça, bem como controle dos músculos axiais para equilíbrio.  Este lobo também está envolvido na manutenção do equilíbrio do equilíbrio e do tônus muscular.  A causa mais comum de dano ao lobo floculonodular é o meduloblastoma na infância.